# Tour of Qatar 2002
Il Tour of Qatar 2002, prima edizione della corsa, si svolse dal 21 al 25 gennaio su un percorso di 676 km ripartiti in 5 tappe. Fu vinto dal tedesco Thorsten Wilhelms della Team Coast davanti al francese Damien Nazon e all'olandese Rudi Kemna.

## Tappe
| Tappa  | Data       | Percorso                    | km  | Vincitore di tappa | Leader cl. generale |
| ------ | ---------- | --------------------------- | --- | ------------------ | ------------------- |
| 1ª     | 21 gennaio | Doha > Doha                 | 117 | Ivan Quaranta      | Ivan Quaranta       |
| 2ª     | 22 gennaio | Al Zubarah > Doha           | 131 | Damien Nazon       | Magnus Bäckstedt    |
| 3ª     | 23 gennaio | Camel Race Track > Doha     | 179 | Thorsten Wilhelms  | Luciano Pagliarini  |
| 4ª     | 24 gennaio | Ras Laffan > Doha           | 125 | Alberto Loddo      | Damien Nazon        |
| 5ª     | 25 gennaio | Sealine Beach Resort > Doha | 123 | Thorsten Wilhelms  | Thorsten Wilhelms   |
| Totale | Totale     | Totale                      | 676 |                    |                     |

## Dettagli delle tappe

### 1ª tappa
- 21 gennaio: Doha > Doha – 117 km

| Pos. | Corridore          | Squadra       | Tempo    |
| ---- | ------------------ | ------------- | -------- |
| 1    | Ivan Quaranta      | Index-Alexia  | 2h43'44" |
| 2    | Luciano Pagliarini | Lampre-Daikin | s.t.     |
| 3    | Jean-Patrick Nazon | FDJ           | s.t.     |

| Pos. | Corridore          | Squadra       | Tempo    |
| ---- | ------------------ | ------------- | -------- |
| 1    | Ivan Quaranta      | Index-Alexia  | 2h43'38" |
| 2    | Magnus Bäckstedt   | EDS-Fakta     | s.t.     |
| 3    | Luciano Pagliarini | Lampre-Daikin | a 2"     |

### 2ª tappa
- 22 gennaio: Al Zubarah > Doha – 131 km

| Pos. | Corridore         | Squadra    | Tempo    |
| ---- | ----------------- | ---------- | -------- |
| 1    | Damien Nazon      | Bonjour    | 3h04'16" |
| 2    | Jeremy Hunt       | Big Mat    | s.t.     |
| 3    | Thorsten Wilhelms | Team Coast | s.t.     |

| Pos. | Corridore          | Squadra       | Tempo    |
| ---- | ------------------ | ------------- | -------- |
| 1    | Magnus Bäckstedt   | EDS-Fakta     | 5h47'50" |
| 2    | Luciano Pagliarini | Lampre-Daikin | a 2"     |
| 3    | Damien Nazon       | Bonjour       | a 4"     |

### 3ª tappa
- 23 gennaio: Camel Race Track > Doha – 179 km

| Pos. | Corridore          | Squadra    | Tempo    |
| ---- | ------------------ | ---------- | -------- |
| 1    | Thorsten Wilhelms  | Team Coast | 4h26'37" |
| 2    | Allan Bo Andresen  | EDS-Fakta  | s.t.     |
| 3    | Christophe Capelle | Big Mat    | s.t.     |

| Pos. | Corridore          | Squadra       | Tempo     |
| ---- | ------------------ | ------------- | --------- |
| 1    | Luciano Pagliarini | Lampre-Daikin | 10h14'27" |
| 2    | Magnus Bäckstedt   | EDS-Fakta     | s.t.      |
| 3    | Damien Nazon       | Bonjour       | a 1"      |

### 4ª tappa
- 24 gennaio: Ras Laffan > Doha – 125 km

| Pos. | Corridore         | Squadra       | Tempo    |
| ---- | ----------------- | ------------- | -------- |
| 1    | Alberto Loddo     | Lampre-Daikin | 2h29'00" |
| 2    | Damien Nazon      | Bonjour       | s.t.     |
| 3    | Thorsten Wilhelms | Team Coast    | s.t.     |

| Pos. | Corridore         | Squadra    | Tempo     |
| ---- | ----------------- | ---------- | --------- |
| 1    | Damien Nazon      | Bonjour    | 12h43'21" |
| 2    | Thorsten Wilhelms | Team Coast | a 1"      |
| 3    | Magnus Bäckstedt  | EDS-Fakta  | a 6"      |

### 5ª tappa
- 25 gennaio: Sealine Beach Resort > Doha – 123 km

| Pos. | Corridore          | Squadra         | Tempo    |
| ---- | ------------------ | --------------- | -------- |
| 1    | Thorsten Wilhelms  | Team Coast      | 3h18'22" |
| 2    | Rudi Kemna         | Bankgiroloterij | s.t.     |
| 3    | Luciano Pagliarini | Lampre-Daikin   | s.t.     |

| Pos. | Corridore         | Squadra         | Tempo     |
| ---- | ----------------- | --------------- | --------- |
| 1    | Thorsten Wilhelms | Team Coast      | 16h01'35" |
| 2    | Damien Nazon      | Bonjour         | a 5"      |
| 3    | Rudi Kemna        | Bankgiroloterij | a 14"     |

## Classifiche finali

### Classifica generale
| Pos. | Corridore          | Squadra                 | Tempo     |
| ---- | ------------------ | ----------------------- | --------- |
| 1    | Thorsten Wilhelms  | Team Coast              | 16h01'35" |
| 2    | Damien Nazon       | Bonjour                 | a 5"      |
| 3    | Rudi Kemna         | Bankgiroloterij-Batavus | a 14"     |
| 4    | Magnus Bäckstedt   | EDS-Fakta               | s.t.      |
| 5    | Laurent Jalabert   | CSC-Tiscali             | a 19"     |
| 6    | Christophe Mengin  | FDJ                     | a 20"     |
| 7    | Christophe Capelle | Big Mat-Auber 93        | a 22"     |
| 8    | Guido Trenti       | Acqua & Sapone          | a 23"     |
| 9    | Gianluca Bortolami | Tacconi Sport-Emmegi    | s.t.      |
| 10   | Alexander Chouffe  | Saint-Quentin Oktos     | a 24"     |